# مارك روبنسون (سياسي أسترالي)
مارك روبنسون (بالإنجليزية: Mark Robinson)‏ هو سياسي أسترالي، ولد في 29 أبريل 1963 في أستراليا. حزبياً، نشط في الحزب الوطني الليبرالي في كوينزلاند. وقد انتخب عضو المجلس التشريعي ولاية كوينزلاند عن دائرة Electoral district of Cleveland ‏ (21 مارس 2009 – 25 نوفمبر 2017).